# Emil i Lönneberga
Denna artikel sammanfattar alla berättelser om Emil i Lönneberga. För den första boken i serien, se Emil i Lönneberga (bok). För filmen, se Emil i Lönneberga (film). För TV-serien, se Emil i Lönneberga (TV-serie).
Emil i Lönneberga är en bokserie om Astrid Lindgrens litterära figur Emil Svensson, en 5–7 år gammal pojke berömd för att, trots att han vill så väl, ständigt lyckas hitta på bus ("hyss"), men innerst inne väldigt snäll. Han bor på gården Katthult i Lönneberga socken i Småland tillsammans med sin yngre syster Ida, mamma Alma och pappa Anton, drängen Alfred och pigan Lina. Pappa Anton, som av ilska jagar sin son tills han låst in sig i "snickerboa" varje gång han gjort något "hyss", är inte Emils manlige förebild, utan det är drängen Alfred. Emils mamma, Alma, är den som nedtecknar berättelserna.
Emil var Astrid Lindgrens far Samuel Augusts favoritfigur, och han och Emil var jämnåriga. Astrid Lindgren har beskrivit det på följande sätt:
"När Emil sprang omkring på sina barfotaben i Lönneberga, var Samuel August en ungefär likadan liten Smålandspojk i en socken strax intill, fastän han sannolikt inte gjorde fullt så många hyss". En del av det som berättas i böckerna om Emil har Astrid hört Samuel August berätta om.

## Handling

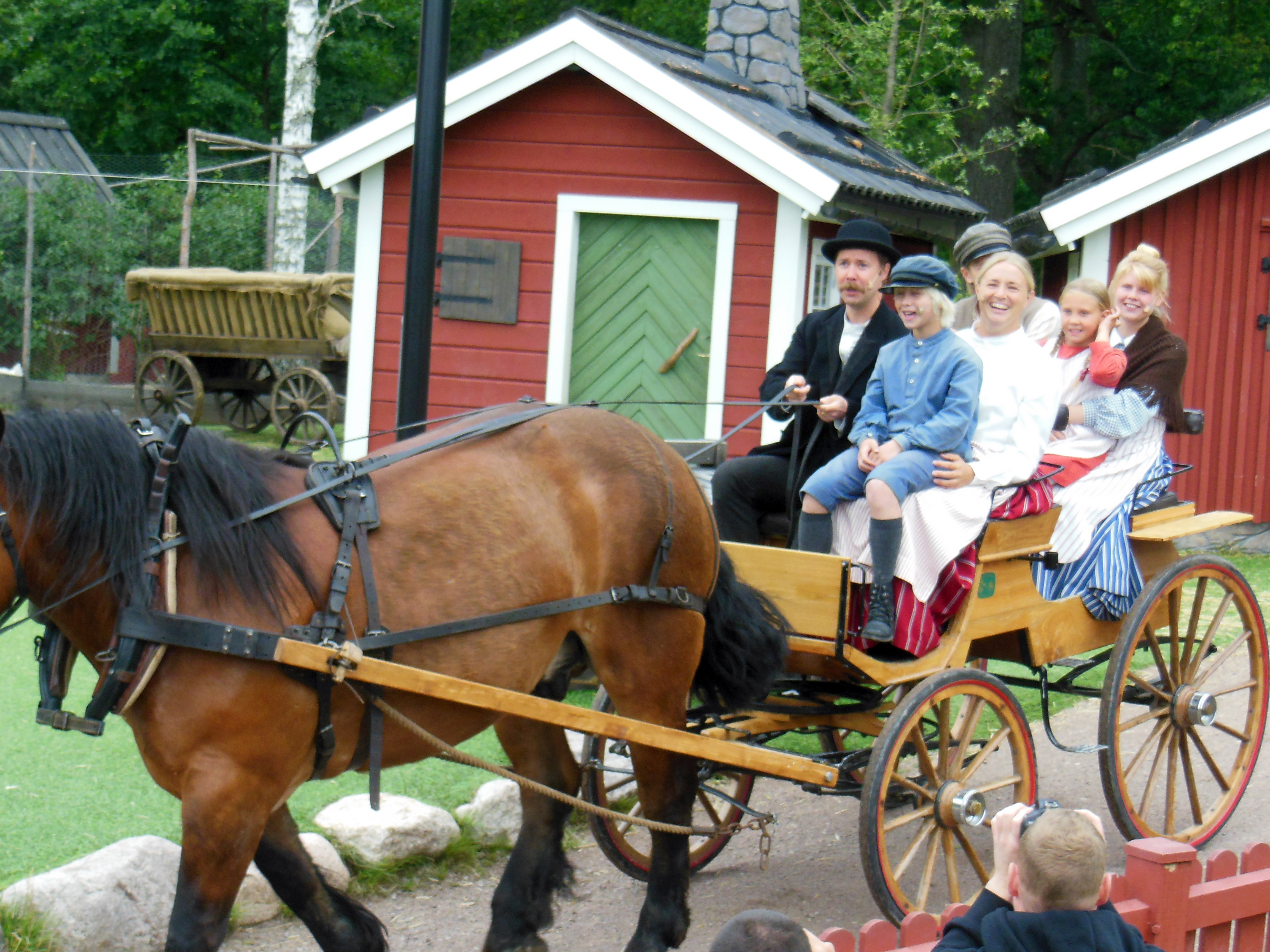
Emils familj på Astrid Lindgrens värld i Vimmerby, 2014.

Emil Svensson, cirka 5–6 år gammal, bor på gården Katthult i Lönneberga socken, tillsammans med mamma Alma, pappa Anton och lillasyster Ida, en dräng som heter Alfred och en piga som heter Lina. Då och då kommer Krösa-Maja, en torparkäring som bor i en stuga i närheten, till Katthult för att hjälpa till, och för att berätta sagor om mylingar, spöken, mördare och andra hemskheter.
Emil gör fler hyss än det finns dagar på året, som inte uppskattas av Lönnebergaborna, vilka en dag får för sig att samla in pengar åt Emils mamma för att skicka Emil till Amerika - men Alma blir arg och vägrar gå med på det. Alma skriver ned alla Emils hyss i blå skrivböcker, för att Emil skall minnas vilka hyss han gjort som pojke, när han blivit stor och då blir ordförande i Lönneberga kommunalnämnd.

## Musik och sång
Till filmatiseringarna av böckerna har en rad sånger komponerats som sedan har blivit kända och populära. Ida har en egen sommarvisa, "Idas sommarvisa", som ofta kallas efter titelradens inledning, "Du ska inte tro det blir sommar". Idas sommarvisa sjungs ofta på skolavslutningar i Sverige. Det finns även en populär sång om Emils snickarbod, "Du käre lille snickerbo'" (Snickerbo'a, hopp fallera...). (Se även Georg Riedel). Det är också filmerna som gjort ropet "Eeemiiil, förgrömmade onge!" berömt. Så ropar inte Anton i böckerna utan det tillkom med Allan Edwalls koleriska rolltolkning.

## Böcker
- 1963 - Emil i Lönneberga[1]

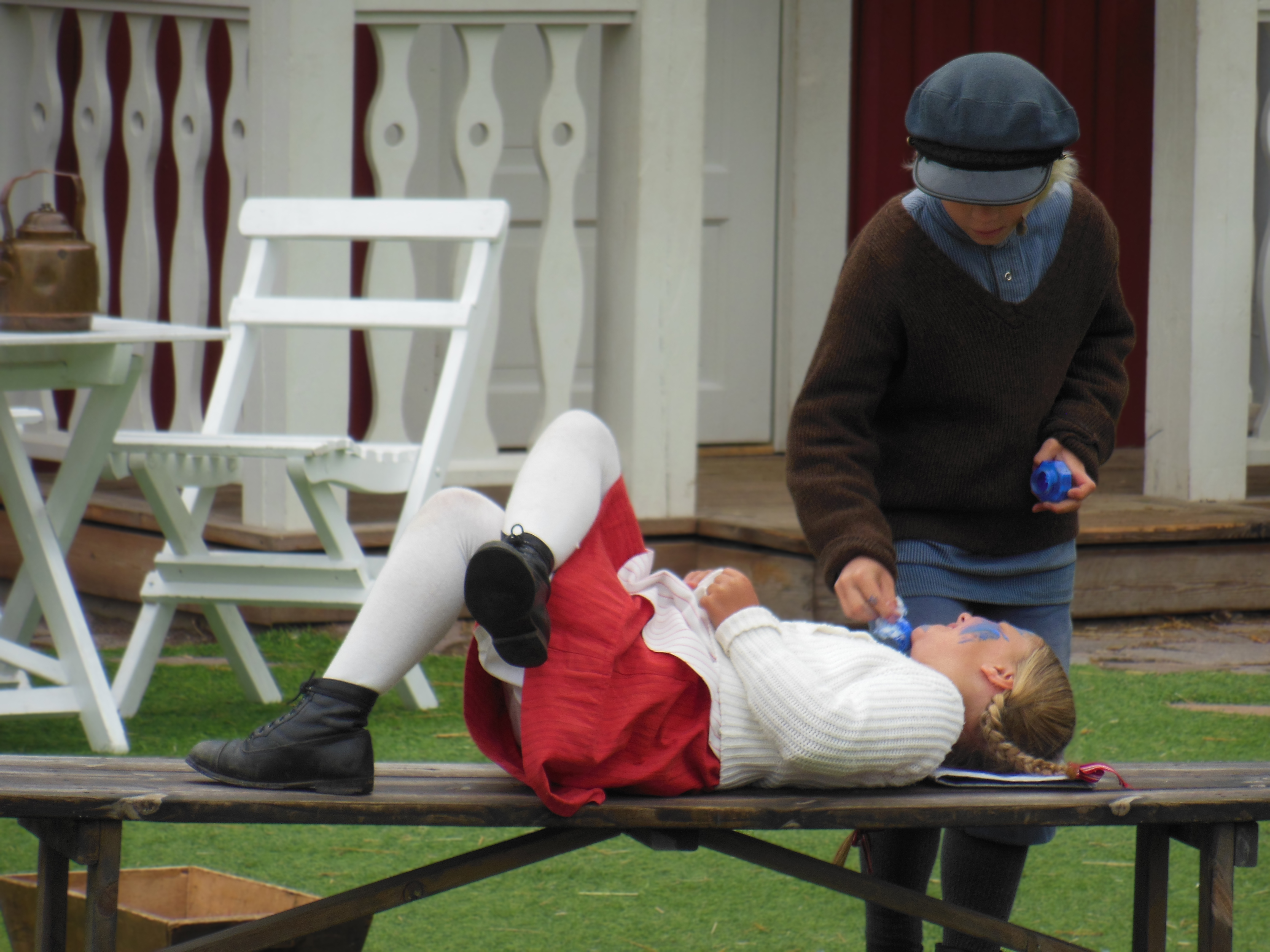
Emil målar sin syster Idas ansikte blått på Astrid Lindgrens värld i Vimmerby. I en av berättelserna om Emil sprider Krösa-Maja rädslan för tyfus, varpå Emil och Ida leker att Ida har blivit smittad.

- 1966 - Nya hyss av Emil i Lönneberga[2]
- 1970 - Än lever Emil i Lönneberga
- 1972 - Den där Emil (bilderbok)
- 1976 - När Emil skulle dra ut Linas tand (bilderbok)
- 1984 - När lilla Ida skulle göra hyss (novell)
- 1984 - Stora Emilboken (samlingsvolym över de tre första böckerna)
- 1985 - Emils hyss nr 325 (novell)
- 1986 - Inget knussel, sa Emil i Lönneberga (novell)
- 1989 - Ida och Emil i Lönneberga (samlingsvolym)
- 1995 - Emil med paltsmeten (bilderbok)
- 1997 - Emil och soppskålen (bilderbok)

Böckerna om Emil i Lönneberga är illustrerade av Björn Berg.

## Filmer
- 1971 – Emil i Lönneberga
- 1972 – Nya hyss av Emil i Lönneberga
- 1973 – Emil och griseknoen
- 1975 – Emil i Lönneberga (TV-serie)
- 1985 – Emīla nedarbi (TV-serie) (sovjetisk TV-film på lettiska)
- 2013 – Emil & Ida i Lönneberga

De svenska filmerna, med Jan Ohlsson i rollen som Emil, regisserades av Olle Hellbom, efter manus av Astrid Lindgren som är berättaren i de svenska filmerna. Astrid Lindgren medverkar dessutom i filmen Nya hyss av Emil i Lönneberga som statist under Vimmerby marknad – vilket är den enda gången som det händer i någon filmatisering av Astrid Lindgrens böcker. De tre svenska filmerna klipptes senare om till en TV-serie på 13 avsnitt, som för första gången sändes SVT årsskiftet 1975/1976.

## Datorspel
- 1996 - Inget knussel, sa Emil i Lönneberga